# Buddy film

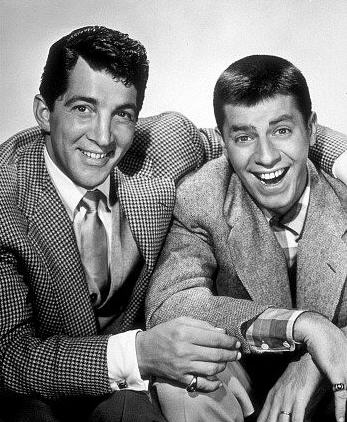
Dean Martin y Jerry Lewis protagonizaron juntos doce buddy films durante la década de 1950.

Buddy film o Buddy movie (película de amigos o hermanos) es aquella película que muestra la amistad entre dos varones protagonistas como la principal relación en la trama. Ira Konigsberg, autor de El diccionario completo del cine, definió al género como "aquel que enaltece las virtudes de la camaradería masculina y relega la relación hombre-mujer a una posición secundaria".
La relación entre los dos o eventualmente tres protagonistas es central en las Buddy movies. Ambos suelen tener personalidades marcadamente diferentes pero, al superar las adversidades que se plantean a lo largo de la trama, forjan y fortalecen una amistad y se genera entre ellos una relación de respeto mutuo.
Los Buddy films suelen aparecer hibridados con otros géneros, principalmente road movies, westerns, comedias y películas de acción. La importancia de este último género en las buddy movies de 1980 en adelante, dio lugar a un subgénero conocido como películas ''buddy cop'', en las cuales los protagonistas son dos policías, detectives o bien tienen como objetivo común combatir el crimen.
También hay en género femenino, que en vez que sean dos o más hombres como protagonistas son entre dos o más mujeres como protagonistas y se les llama buddy film femenino.

## Concepto
Al hacer que ambos protagonistas sean varones, el punto central de la película es el crecimiento y desarrollo de su amistad y cómo ambos resuelven las adversidades. La mujer como potencial interés es eliminado del espacio narrativo o bien puesto en un segundo lugar, afirma Philippa Gates. Esto es así, explica el crítico Robert Kolker, porque si existiera una relación entre hombre y mujer central en la película (el tradicional romance y su interés sexual), esto sería una traba para la aventura, para los actos masculinos.
Si bien ningún personaje femenino ocupa un lugar central en la narrativa, es común que los protagonistas mantengan en segundo plano relación con mujeres dado que la relación homosexual entre los protagonistas es inadmisible.

## Historia

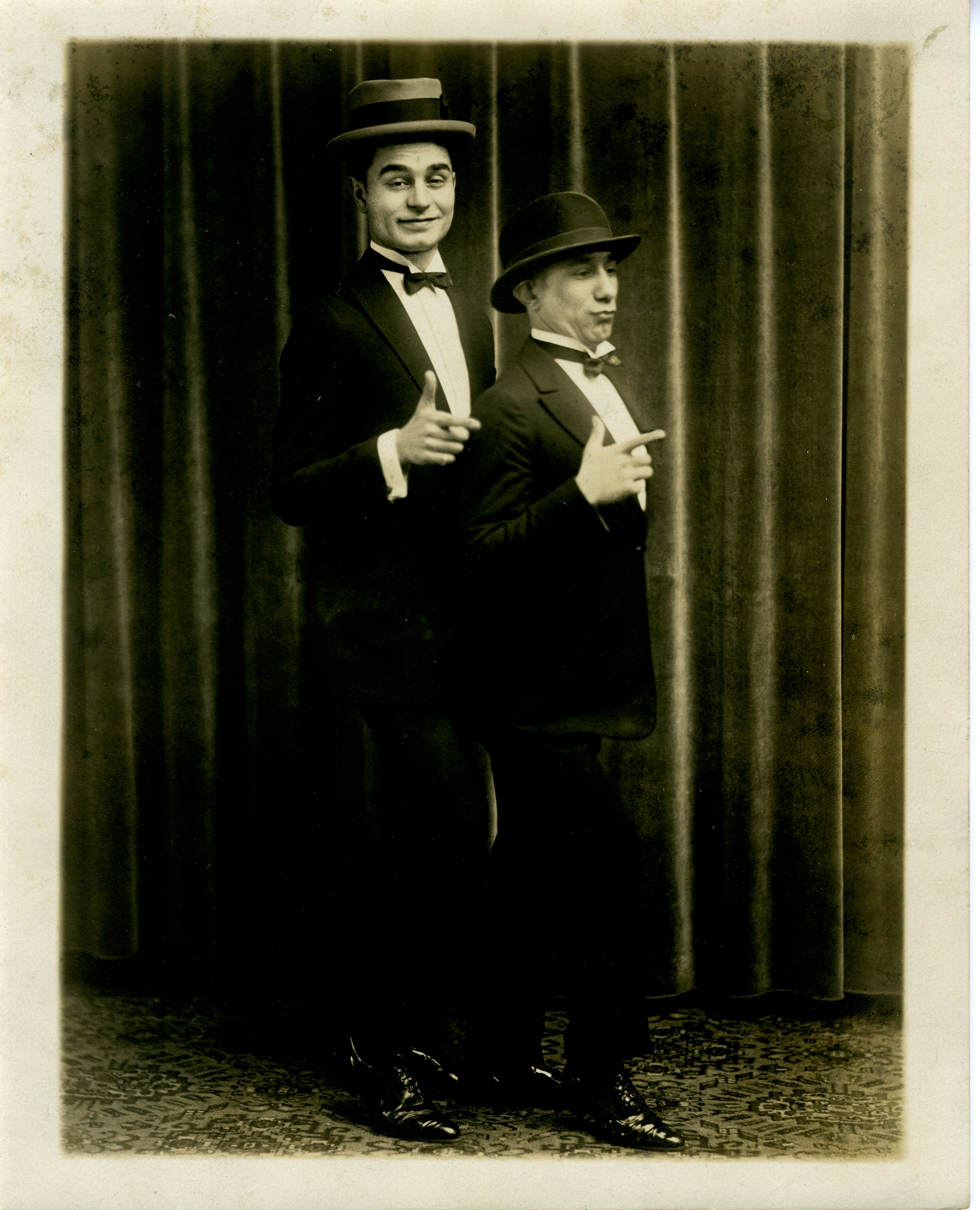
Morton and Mayo, dúo cómico de vodevil en 1925.

El cine de Estados Unidos tiene mayor tradición en Buddy films que otros. También en su literatura, como el emblemático ejemplo de los personajes Huck Finn y Tom Sawyer en la novela de 1884 de Mark Twain Las aventuras de Huckleberry Finn. Sin embargo, se encuentran ejemplos en la literatura de todo el mundo, como el caso del jefe apache Winnetou y el aventurero alemán Old Shatterhand en las novelas de Karl May; o el de Sancho Panza y Don Quijote, en la novela española Don Quijote de la Mancha, ambos presentan personalidades marcadamente diferentes pero, al atravesar aventuras, fraguan una amistad basada en el respeto mutuo. Así también se encuentran producciones de buddy films en diversos países y épocas: la norteamericana The Defiant Ones (1958), la italiana Il sorpasso (1962), la india Sholay (1975), la rusa Taxi Blues (1990) o las argentinas Comodines (1997) y Tiempo de valientes (2005). A diferencia de otros géneros, atravesó todo el siglo XX hasta la actualidad, con diferentes temáticas y combinado con diversos géneros.
Ya a comienzos del siglo XX en el vodevil de Estados Unidos era frecuentemente protagonizado por parejas masculinas, como Abbott and Costello, Morton and Mayo o Barto and Mann.

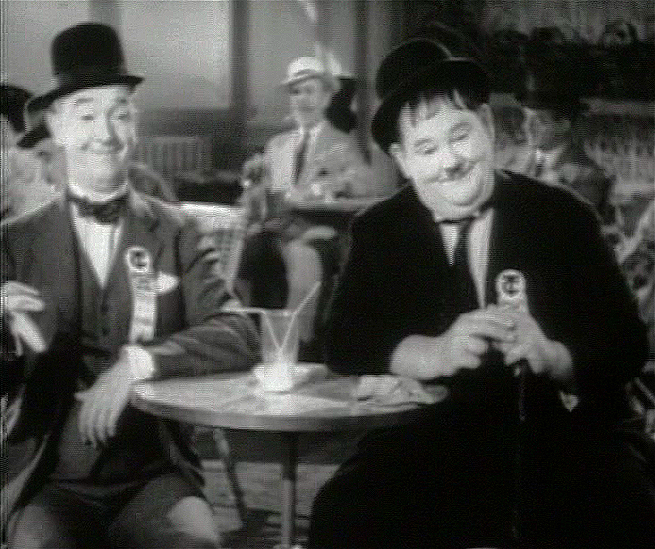
Laurel and Hardy en The Flying Deuces (1939).

A fines de la década del 1920 y durante la de 1930, Laurel & Hardy es el primer dúo cómico en el que las diferencias entre ambos son superadas al unirse contra la adversidad y formar un buen equipo. 
A lo largo del 1940, otras parejas humorísticas masculinas destacadas son Wheeler & Woolsey y Abbott and Costello con películas como Buck Privates (1941). En 1940 Bing Crosby junto a Bob Hope protagonizaron Road to Singapore, que sería la primera de las siete películas de la serie conocida como Road to..., que se estrenarían entre 1940 y 1962.
La película El perro rabioso (Nora Inu, 1949) del célebre director japonés Akira Kurosawa, protagonizada por Toshirō Mifune y Takashi Shimura es considerada como uno de los más influyentes precursores del subgénero buddy cop film que décadas más tarde llegará a ser muy popular en occidente.
Luego, durante las décadas de 1950 y 1960, la pareja Jerry Lewis y Dean Martin protagonizó más de quince películas que pueden considerarse como buddy movies. Entre estas se encuentran Jumping Jacks (Locos del aire, 1952), Pardners (Juntos ante el peligro, 1956) y muchas otras. Otra pareja destacable es la formada por Jack Lemmon y Walter Matthau en films como Fortune Cookie (En bandeja de plata, 1966) o The Odd Couple (La extraña pareja, 1968). Esta última fue el cuarto film de mayor recaudación de 1968. Previamente se la había estrenado como obra de teatro (véase La extraña pareja) en 1965 en Broadway; luego tuvo una secuela La extraña pareja, otra vez (1998) y fue también serie de televisión en 1970, 1982 y en 2015. Tuvo también adaptaciones como la argentina Departamento compartido (1980). 

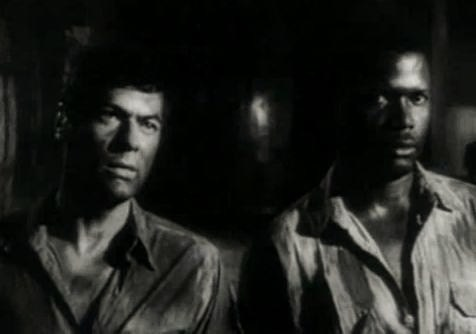
Tony Curtis y Sidney Poitier en The Defiant Ones (1958)

Un ejemplo en el cine europeo es la película de culto italiana Il sorpasso (La escapada, 1962) dirigida por Dino Risi en la que Vittorio Gassman y Jean-Louis Trintignant interpretan a dos jóvenes con personalidades marcadamente distintas que pasan tiempo juntos y entablan amistad.
A finales de la década de 1970, Gene Wilder y Richard Pryor iniciaron el movimiento en tono birracial con Silver Streak (El expreso de Chicago, 1976) y posteriormente en películas como Stir Crazy (Locos de remate, 1980) o See No Evil, Hear No Evil (No me chilles que no te veo, conocida en América Latina como Ciegos, Sordos y Locos, 1989). 
Desde 1980, comenzaron a filmarse mayor cantidad de buddy movies, principalmente películas norteamericanas de acción y/o comedia como 48 horas (1982) con Nick Nolte y Eddie Murphy. En 1987, Mel Gibson y Danny Glover protagonizaron Lethal Weapon (Arma Letal / Arma mortal), un buddy film policial de acción y aventura considerado como de los más representativos del género; dos años después tuvo su primera secuela y en los 90 seguirían otras dos. Los anteriores pueden considerarse como los principales ejemplos de un subgénero que surgía en la década de 1980, las llamadas películas ''buddy cop''. También se vio en otros géneros como la comedia musical, con la dupla formada por Dan Aykroyd y John Belushi en The Blues Brothers (1980).

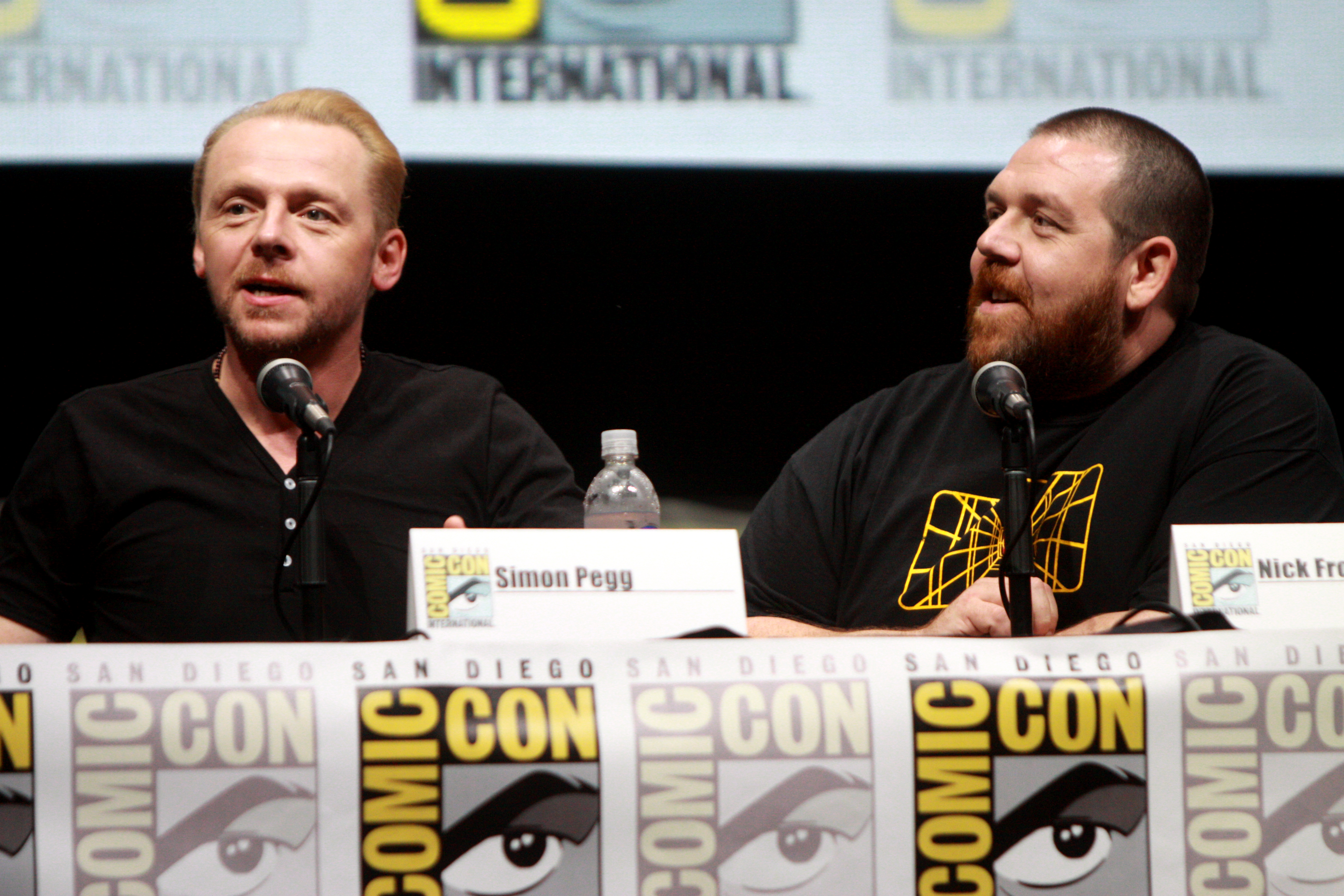
Simon Pegg y Nick Frost, pareja protagónica de Hot Fuzz (2007).

En la década siguiente,  John Travolta y Samuel Jackson protagonizaron Pulp Fiction (Tiempos Violentos, 1994); el dúo Martin Lawrence y Will Smith interpretó Bad Boys (Dos policías rebeldes, 1995), que tuvo su secuela en 2003. En 1998 comenzó la taquillera saga Rush Hour (Hora Punta / Una pareja explosiva), con Jackie Chan y Chris Tucker.
A partir de mitad de los años 2000, destaca la aparición de gran cantidad de títulos de la denominada comedia bromántica, principalmente de origen norteamericano y que se caracteriza por retratar un vínculo más afectivo entre los protagonistas. Ejemplo de ellas son Superbad (2007), I Love You, Man (2009), Dos colgados muy fumados (2004) y la secuela Dos colgaos muy fumaos: Fuga de Guantánamo (2008). El actor Owen Wilson, quien coprotagonizó varios buddy films, entre ellos Starsky & Hutch (2004) con Ben Stiller y Wedding Crashers (2005) con Vince Vaughn, declaró «estoy como en 93 buddy films».

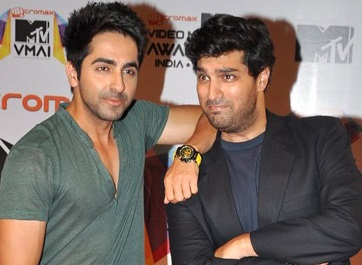
Ayushmann Khurrana y Kunaal Kapur en MTV Video Music Awards India 2013.

También se filman en países que no tenían tradición en buddy movies con policías, como las argentinas Comodines y Tiempo de valientes, la india Kili Poyi o la británica Arma fatal (Hot Fuzz). Sobre esta última, cabe destacar que rinde tributo explícitamente al género puesto que el personaje interpretado por Nick Frost es un admirador de películas del subgénero buddy cop como Bad Boys o Point Break, ambos ven estas películas juntos y, en forma de homenaje, se recrean varias escenas de ambas películas. 
En India, directores del llamado Bollywood, filmaron en estas décadas una notable cantidad de buddy films originales. La primera destacada fue Dil Chahta Hai (2001) por las positivas críticas internacionales recibidas y luego otras como Rang de Basanti (2006), 3 Idiots (2009), Kai Po Che!, Kili Poyi y Nautanki Saala! en 2013 o Dishoom en 2016. También se realizaron una considerable cantidad de adaptaciones de buddy movies indias de épocas anteriores como Masti (2004) o Chashme Baddoor (2013).

## Ejemplos destacados
| Año  | Título                             | Protagonistas | País                      |
| ---- | ---------------------------------- | --- | ------------------------- |
| 1958 | The Defiant Ones                   | Tony Curtis y Sidney Poitier son dos presos encadenados entre sí. | Bandera de Estados Unidos |
| 1969 | Butch Cassidy and the Sundance Kid | Paul Newman y Robert Redford son los líderes de un grupo de pistoleros y asaltantes en Wyoming.                                                                                    | Bandera de Estados Unidos |
| 1973 | Espantapájaros                     | Gene Hackman y Al Pacino | Bandera de Estados Unidos |
| 1987 | Lethal Weapon                      | Mel Gibson y Danny Glover son una pareja de detectives del Departamento de Policía de Los Ángeles.                                                                                 | Bandera de Estados Unidos |
| 1991 | The Hard Way                       | James Woods es un detective que se ve obligado a ser acompañado en su día a día laboral por Michael J. Fox, un actor que buscar mejorar su próximo papel como detective de acción. | Bandera de Estados Unidos |
| 1995 | Bad Boys                           | Will Smith y Martin Lawrence son detectives de la división de Narcóticos. | Bandera de Estados Unidos |
| 2005 | Tiempo de valientes                | Luis Luque es un detective deprimido por su separación, y Diego Peretti un psicólogo que debe acompañarlo para así cumplir con una "probation".                                    | Bandera de Argentina      |
| 2007 | Superbad                           | Jonah Hill, Michael Cera y Christopher Mintz-Plasse son tres amigos que terminan la escuela secundaria.                                                                            | Bandera de Estados Unidos |
| 2007 | Hot Fuzz                           | Simon Pegg, un calificado y estricto agente de policía, junto a Nick Frost, alguacil de un pequeño pueblo tranquilo.                                                               | Bandera del Reino Unido   |
| 2009 | I Love You, Man                    | El personaje de Paul Rudd se encuentra a la búsqueda de un amigo y conoce a Jason Segel.                                                                                           | Bandera de Estados Unidos |
| 2012 | 21 Jump Street                     | Jonah Hill y Channing Tatum son una pareja de policías recién graduados. | Bandera de Estados Unidos |